# Melissa Peterman
Pour les articles homonymes, voir Peterman.
Melissa Margaret Peterman, née le 1er juillet 1971 à Minneapolis, dans l'État du Minnesota, est une actrice, animatrice et humoriste américaine. Elle est surtout connue pour avoir joué le rôle de Barbra Jean Booker Hart dans la sitcom, Reba (2001-2007), ainsi que pour jouer le rôle de Bonnie Wheeler dans la sitcom, Baby Daddy (2012-2017).

## Biographie
Une fois diplômée de l'université d'État du Minnesota avec un degré option théâtre, Melissa a eu le rôle de Madeline Monroe dans la pièce de théâtre Tony n' Tina's Wedding. Au bout de 600 prestations, elle a écrit et mis en scène une pièce d'improvisation au Brave New Workshop, à Minneapolis. Elle a également joué au Chicago Improv Festival et au Big Stink Comedy Festival, à Austin, au Texas.
En 1996, à l'âge de 25 ans, elle a fait ses débuts au cinéma dans le film Fargo - qui a remporté un Oscar.
En 2001, Melissa a eu le rôle de Barbra Jean Booker Hart dans la sitcom, Reba, aux côtés de la célèbre chanteuse de musique country Reba McEntire. Dès la première saison, la série est devenue l'émission de télévision la plus regardée. En 2007, elle a été annulée, au bout de six saisons. Cependant, la série est parfois rediffusée sur plusieurs autres chaînes de télévision.
Alors qu'elle tournait encore dans la série, Melissa a joué dans le film Recipe For Disaster, aux côtés de Lesley Ann Warren et John Larroquette. Elle est également apparue dans la comédie How High, ainsi que dans le film indépendant Cook-Off (qui n'est finalement jamais sorti). Par la suite, elle a été l'animatrice du comique showcase 15 Minutes of Fem, qui s'est déroulé au Egyptian Theatre. À la télévision, elle a joué dans la série de sketchs Running with Scissors, sur la chaîne Oxygen. Elle a également joué dans la série Ned ou Comment survivre aux études.
En octobre 2007, la chaîne ABC a annoncé que l'actrice a eu le rôle principal dans une prochaine sitcom, aux côtés de Cedric the Entertainer. Alors que la chaîne annonçait leur intérêt pour cette nouvelle série en décembre 2007, ABC a annoncé qu'ils annulaient la diffusion de l'épisode pilote, le 13 mai 2008.
En 2007, Melissa a fait des sketchs en première partie sur une tournée de son ancienne partenaire dans Reba, Reba McEntire. L'année suivante, Reba McEntire lui a demandé de revenir faire des sketchs en première partie sur une autre tournée. Cette même année, elle a animé l'émission de stand-up, CMT Comedy Stage. La chaîne a annulé l'émission au bout de huit épisodes. L'année suivante, elle a animé une autre émission, Redneck Dreams. En 2008, elle a joué dans deux épisodes de l'émission Wanna Bet ?, comme intervenante. Elle est ensuite apparue dans un épisode dans la série télévisée d'animation American Dad!. Par la suite, elle a annoncé qu'elle allait tourner dans une autre sitcom, Living With Abandon, pour la chaîne Fox Broadcasting Company. Cependant, la chaîne a annulé sa diffusion.
En 2009, elle a été l'animatrice du jeu The Singing Bee. Le jeu a été annulé par la National Broadcasting Company, mais la chaîne CMT a exprimé leur souhait de reprendre l'émission de jeu. Au bout de quatre saisons, l'émission a été annulée. Cette même année, Melissa a joué dans la sitcom Rita Rocks sur la chaîne Lifetime, ainsi que dans la série Surviving Suburbia sur ABC.
En février 2010, la maison de disques Big Machine Records a annoncé qu'ils ont signé un contrat avec Melissa, afin qu'elle sorte son premier album comique. Elle a enregistré l'album et, alors qu'il devait sortir avant la fin de l'année 2010, il n'est finalement jamais sorti. À ce jour, Melissa n'apparaît plus sur la liste des artistes qui sont sous contrat avec Big Machine Records. Son premier one-woman-show, Melissa Peterman: Am I The Only One?, a été diffusé sur la chaîne CMT le 12 mars 2010. Cette même année, Melissa a co-présenté les CMT Music Awards, sur le tapis rouge.
En 2010, la chaîne CMT a annoncé que Melissa, Edward Asner et Patrick Fabian joueront dans leur nouvelle sitcom, Working Class. Rapidement après la diffusion des premiers épisodes, la série est devenue l'émission la plus regardée. Elle a été annulée au bout d'une seule saison.
En 2012, il a été annoncé que Melissa jouerait l'un des personnages principaux dans la nouvelle sitcom Baby Daddy, sur la chaîne ABC Family. La série est diffusée depuis juin 2012 ; elle est même la sitcom la plus regardée. En juin 2016, la série a été renouvelée pour une sixième saison.

## Vie privée
Le 5 juin 1999, Melissa a épousé l'acteur John Brady (né le 30 mai 1966) - son compagnon depuis 1997. Ensemble, ils ont un fils, prénommé Riley David Brady (né le 20 octobre 2005).

## Filmographie

### Films
- 1996 : Fargo : Prostituée no 2
- 2001 : How High : Shelia Cain
- 2003 : Recipe Disaster : Gigi Grant
- 2006 : Cook-Off : Nancy Shmaedeke
- 2009 : Dirty Politics : Rita Breaux
- 2012 : Prof poids lourd : Lauren Voss

### Télévision

#### Séries télévisées
- 2000 : Voilà ! : Claire (1 épisode)
- 2001-2007 : Reba : Barbra Jean Booker Hart (114 épisodes)
- 2003 : The Pitts : Shirley / Shelly (épisode pilote)
- 2004 : Johnny Bravo : Becky (1 épisode)
- 2006 : Ned ou Comment survivre aux études : Mrs. Splitz (1 épisode)
- 2007 : CMT Comedy Stage : Animatrice (8 épisodes)
- 2008 : American Dad! : Sœur Mary (1 épisode)
- 2009 : Rita Rocks : Jennifer (5 épisodes)
- 2009 : Surviving Suburbia : Mrs. Munice (3 épisodes)
- 2009-2012 : The Singing Bee : Animatrice (46 épisodes)
- 2010-présent : Pretty : The Series : Candy (5 épisodes)
- 2011 : Working Class : Carli Mitchell (12 épisodes)
- 2012-2017 : Baby Daddy : Bonnie Wheeler
- 2013 : Dancing Fools : Animatrice (8 épisodes)
- 2013-présent : Bet On Your Baby : Animatrice (16 épisodes)
- 2018 : Young Sheldon : Brenda Sparks, la mère de Billy

#### Téléfilms
- 2018 : Une romance de Noël épicée (A Gingerbread Romance) : Linda